# Shinonoi-Linie
| Schnellzug Shinano zwischen Inariyama und Obasute, mit Aussicht auf das Nagano-Becken |                                    |                              |                              |
| |                                    |                              |                              |
| Streckenlänge: | 66,7 km                            |                              |                              |
| Spurweite: | 1067 mm (Kapspur)                  |                              |                              |
| Stromsystem: | 1500 V =                           |                              |                              |
| Maximale Neigung: | 25 ‰                               |                              |                              |
| Minimaler Radius: | 300 m                              |                              |                              |
| Streckengeschwindigkeit: | 130 km/h                           |                              |                              |
| Zweigleisigkeit: | Akashina–Tazawa Matsumoto–Shiojiri |                              |                              |
| |                                    |                              |                              |
| Gesellschaft: | JR East                            |                              |                              |
| \| \| \| Kita-Shinano-Linie \| 1888– \| \| \| \| Nagaden Nagano-Linie \| 1928– \| \| \| −9,3 \| Nagano (長野) \| 1888– \| \| \| \| \| \| \| \| 0,0 \| Shinonoi (篠ノ井) \| 1888– \| \| \| \| Hokuriku-Shinkansen \| 1997– \| \| \| \| Shinano-Linie \| 1888– \| \| \| 3,8 \| Inariyama (稲荷山) \| 1900– \| \| \| \| Shiroyama-Tunnel \| \| \| \| 8,3 \| Ausweiche Kuwanohara \| Ausweiche Kuwanohara \| \| \| \| Shibuyama-Tunnel \| \| \| \| 12,5 \| Obasute (姨捨) \| 1900– \| \| \| 14,7 \| Ausweiche Haneo \| 1966–2008 \| \| \| \| Kamuriki-Tunnel (2656 m) \| \| \| \| 18,4 \| Kamuriki (冠着) \| 1945– \| \| \| \| Nagano-Autobahn \| \| \| \| 21,7 \| Hijiri-Kōgen (聖高原) \| 1900– \| \| \| \| Jūnishi-Tunnel \| \| \| \| 25,8 \| Sakakita (坂北) \| 1927– \| \| \| 29,5 \| Nishijō (西条) \| 1900– \| \| \| \| alte Strecke \| 1902–1988 \| \| \| \| 3. Shirasaka-Tunnel (4261 m) \| \| \| \| \| 2. Shirasaka-Tunnel (1777 m) \| \| \| \| 34,5 \| Ausweiche Ushiozawa \| 1961–1988 \| \| \| \| 1. Shirasaka-Tunnel (1292 m) \| \| \| \| \| \| \| \| \| 38,5 \| Akashina (明科) \| 1902– \| \| \| 45,1 \| Tazawa (田沢) \| 1902– \| \| \| 49,2 \| Ausweiche Hirase \| Ausweiche Hirase \| \| \| \| Ōito-Linie \| 1915– \| \| \| \| Kita-Matsumoto \| \| \| \| \| Straßenbahn Matsumoto \| 1924–1964 \| \| \| 53,4 \| Matsumoto (松本) \| 1902– \| \| \| \| Kamikōchi-Linie \| 1921– \| \| \| \| Depot \| \| \| \| 55,8 \| Minami-Matsumoto (南松本) \| 1944– \| \| \| \| \| \| \| \| \| Sumitomo Osaka Cement \| \| \| \| \| Japan Oil Terminal \| \| \| \| 57,9 \| Hirata (平田) \| 2007– \| \| \| \| Nippon Oil \| \| \| \| 59,9 \| Murai (村井) \| 1902– \| \| \| 62,9 \| Hirooka (広丘) \| 1933– \| \| \| 66,7 \| Shiojiri (塩尻) \| 1982– \| \| \| \| Chūō-Hauptlinie \| 1909– \| \| \| \| Depot \| \| \| \| \| \| \| \| \| \| Shiojiri \| 1982– \| \| \| \| Chūō-Hauptlinie \| 1906– \| |                                    |                              |                              |
| Strecke |                                    | Kita-Shinano-Linie           | 1888–                        |
| Strecke von rechts (im Tunnel) · Strecke |                                    | Nagaden Nagano-Linie         | 1928–                        |
| | −9,3                               | Nagano (長野)                | 1888–                        |
| Strecke |                                    |                              |                              |
| Bahnhof · Strecke | 0,0                                | Shinonoi (篠ノ井)            | 1888–                        |
| Strecke · Strecke nach links |                                    | Hokuriku-Shinkansen          | 1997–                        |
| Abzweig geradeaus und nach links |                                    | Shinano-Linie                | 1888–                        |
| Bahnhof | 3,8                                | Inariyama (稲荷山)           | 1900–                        |
| Tunnel |                                    | Shiroyama-Tunnel             | Shiroyama-Tunnel             |
| Blockstelle | 8,3                                | Ausweiche Kuwanohara         | Ausweiche Kuwanohara         |
| Tunnel |                                    | Shibuyama-Tunnel             | Shibuyama-Tunnel             |
| Kopfbahnhof Streckenanfang und quer · Abzweig geradeaus und von rechts | 12,5                               | Obasute (姨捨)               | 1900–                        |
| ehemalige Blockstelle | 14,7                               | Ausweiche Haneo              | 1966–2008                    |
| Tunnel |                                    | Kamuriki-Tunnel (2656 m)     | Kamuriki-Tunnel (2656 m)     |
| Bahnhof | 18,4                               | Kamuriki (冠着)              | 1945–                        |
| |                                    | Nagano-Autobahn              |                              |
| Bahnhof | 21,7                               | Hijiri-Kōgen (聖高原)        | 1900–                        |
| Tunnel |                                    | Jūnishi-Tunnel               | Jūnishi-Tunnel               |
| Bahnhof | 25,8                               | Sakakita (坂北)              | 1927–                        |
| Bahnhof | 29,5                               | Nishijō (西条)               | 1900–                        |
| |                                    | alte Strecke                 | 1902–1988                    |
| Tunnel (Strecke außer Betrieb) · Tunnel |                                    | 3. Shirasaka-Tunnel (4261 m) | 3. Shirasaka-Tunnel (4261 m) |
| Strecke (außer Betrieb) · Tunnel |                                    | 2. Shirasaka-Tunnel (1777 m) | 2. Shirasaka-Tunnel (1777 m) |
| Blockstelle (Strecke außer Betrieb) · Strecke | 34,5                               | Ausweiche Ushiozawa          | 1961–1988                    |
| Tunnel (Strecke außer Betrieb) · Tunnel |                                    | 1. Shirasaka-Tunnel (1292 m) | 1. Shirasaka-Tunnel (1292 m) |
| |                                    |                              |                              |
| Bahnhof | 38,5                               | Akashina (明科)              | 1902–                        |
| Bahnhof | 45,1                               | Tazawa (田沢)                | 1902–                        |
| Blockstelle | 49,2                               | Ausweiche Hirase             | Ausweiche Hirase             |
| Strecke von rechts · Strecke |                                    | Ōito-Linie                   | 1915–                        |
| Haltepunkt / Haltestelle · Strecke |                                    | Kita-Matsumoto               | Kita-Matsumoto               |
| |                                    | Straßenbahn Matsumoto        | 1924–1964                    |
| U-Bahn-Kopfbahnhof Streckenanfang und quer (Strecke außer Betrieb) | 53,4                               | Matsumoto (松本)             | 1902–                        |
| Strecke nach rechts und von links · Abzweig geradeaus und nach rechts |                                    | Kamikōchi-Linie              | 1921–                        |
| Betriebs-/Güterbahnhof Streckenende · Strecke |                                    | Depot                        | Depot                        |
| Haltepunkt / Haltestelle | 55,8                               | Minami-Matsumoto (南松本)    | 1944–                        |
| |                                    |                              |                              |
| Strecke · Strecke · Betriebsstelle Streckenende |                                    | Sumitomo Osaka Cement        | Sumitomo Osaka Cement        |
| Betriebsstelle Streckenende · Strecke |                                    | Japan Oil Terminal           | Japan Oil Terminal           |
| Haltepunkt / Haltestelle | 57,9                               | Hirata (平田)                | 2007–                        |
| Abzweig geradeaus und nach links · Betriebsstelle Streckenende und quer |                                    | Nippon Oil                   | Nippon Oil                   |
| Haltepunkt / Haltestelle | 59,9                               | Murai (村井)                 | 1902–                        |
| Haltepunkt / Haltestelle | 62,9                               | Hirooka (広丘)               | 1933–                        |
| Bahnhof | 66,7                               | Shiojiri (塩尻)              | 1982–                        |
| |                                    | Chūō-Hauptlinie              | 1909–                        |
| Betriebs-/Güterbahnhof Streckenanfang · Strecke |                                    | Depot                        | Depot                        |
| |                                    |                              |                              |
| ehemaliger Bahnhof |                                    | Shiojiri                     | 1982–                        |
| Strecke |                                    | Chūō-Hauptlinie              | 1906–                        |

Die Shinonoi-Linie (jap. 篠ノ井線 Shinonoi-sen) ist eine Eisenbahnstrecke auf der japanischen Insel Honshū, die von der Bahngesellschaft JR East betrieben wird. In der Präfektur Nagano inmitten der Japanischen Alpen gelegen, verbindet sie einerseits Nagano mit Shiojiri, andererseits die Chūō-Hauptlinie mit der Shin’etsu-Hauptlinie. Sie besitzt abschnittsweise Merkmale einer Gebirgsbahn.

## Streckenbeschreibung
Die 66,7 km lange Strecke ist in Kapspur (1067 mm) verlegt und mit 1500 V Gleichspannung elektrifiziert. Es werden 15 Bahnhöfe bedient. Die zulässige Höchstgeschwindigkeit beträgt 130 km/h, der mininamle Kurvenradius 300 m.
Nördlicher Ausgangspunkt ist der Bahnhof Shinonoi im gleichnamigen Stadtteil der Präfekturhauptstadt Nagano, rund neun Kilometer südlich des Bahnhofs Nagano gelegen, wo sie von der Shin’etsu-Hauptlinie abzweigt. Ab Inariyama steigt die Strecke mit einer konstanten Neigung von 25 Promille vom Talboden des Nagano-Beckens empor und schlängelt sich in südöstlicher Richtung dem Nordhang des angrenzenden Bergs Kamurikiyama entlang. Aufgrund des Fehlens einer genügend großen flachen Stelle ist der Bahnhof Obasute nur über eine Spitzkehre erreichbar, von Schnell- und Güterzügen wird er deshalb nicht bedient. Die Strecke biegt nach Südwesten ab und verläuft durch den 2656 m langen Kamuriki-Tunnel, in dem sich auf 676 m T.P. auch der Scheitelpunkt befindet.
Entlang dem Oberlauf der Flüsse Omi und Tōjō verläuft die Strecke weiterhin überwiegen südwestwärts und passiert daraufhin die drei Shirasaka-Tunnel mit einer Länge von 4261, 1777 und 1292 m Länge, wobei in diesem Bereich eine Neigung von bis zu 23 Promille überwunden wird. Kurz vor Akashina endet der Gebirgsbahnabschnitt und die Strecke erreicht das Matsumoto-Becken. Dem rechten Ufer des Sai in südlicher Richtung folgend, führt sie weiter zum Bahnhof Matsumoto, wo auf die Ōito-Linie und die Kamikōchi-Linie umgestiegen werden kann. Durch dichter besiedeltes und industrialisiertes Gebiet verlaufend, erreicht sie schließlich den Bahnhof Shiojiri an der Chūō-Hauptlinie.

## Zugangebot
Im Fernverkehr bietet JR East zwei Schnellzuggattungen an. Der Azusa verkehrt im Stundentakt von Shinjuku über Kōfu, Okaya und Shiojiri nach Matsumoto. Je ein Zugpaar täglich verbindet den Bahnhof Tokio mit Matsumoto, Shinjuku mit Minami-Otari (an der Ōito-Linie) sowie Chiba mit Matsumoto. Der gemeinsam mit JR Central angebotene Shinano verkehrt ebenfalls im Stundentakt von Nagoya über Matsumoto, Shiojiri und Nakatsugawa nach Nagoya.
Was den Nahverkehr betrifft, so besteht eine Zweiteilung des Betriebs im Bahnhof Matsumoto. Von dort aus fahren die Züge nordwärts in einem ungefähren Stundentakt nach Shinonoi, wo sie auf die Shin’etsu-Hauptlinie nach Nagano durchgebunden werden (am Vor- und Nachmittag bestehen Taktlücken). Andererseits fahren sie im angenäherten Halbstundentakt von Matsumoto über Shiojiri und Okaya nach Kōfu. In einzelnen Fällen fahren sie von Kōfu aus weiter nach Ōtsuki und Takao. Im Güterverkehr nutzt JR Freight die Strecke insbesondere für Kesselwagenzüge, die von den Raffinerien an der Küste zu zwei großen Tanklagern bei Minami-Matsumoto und Hirata verkehren; hinzu kommen vereinzelte Containerzüge.

## Bilder

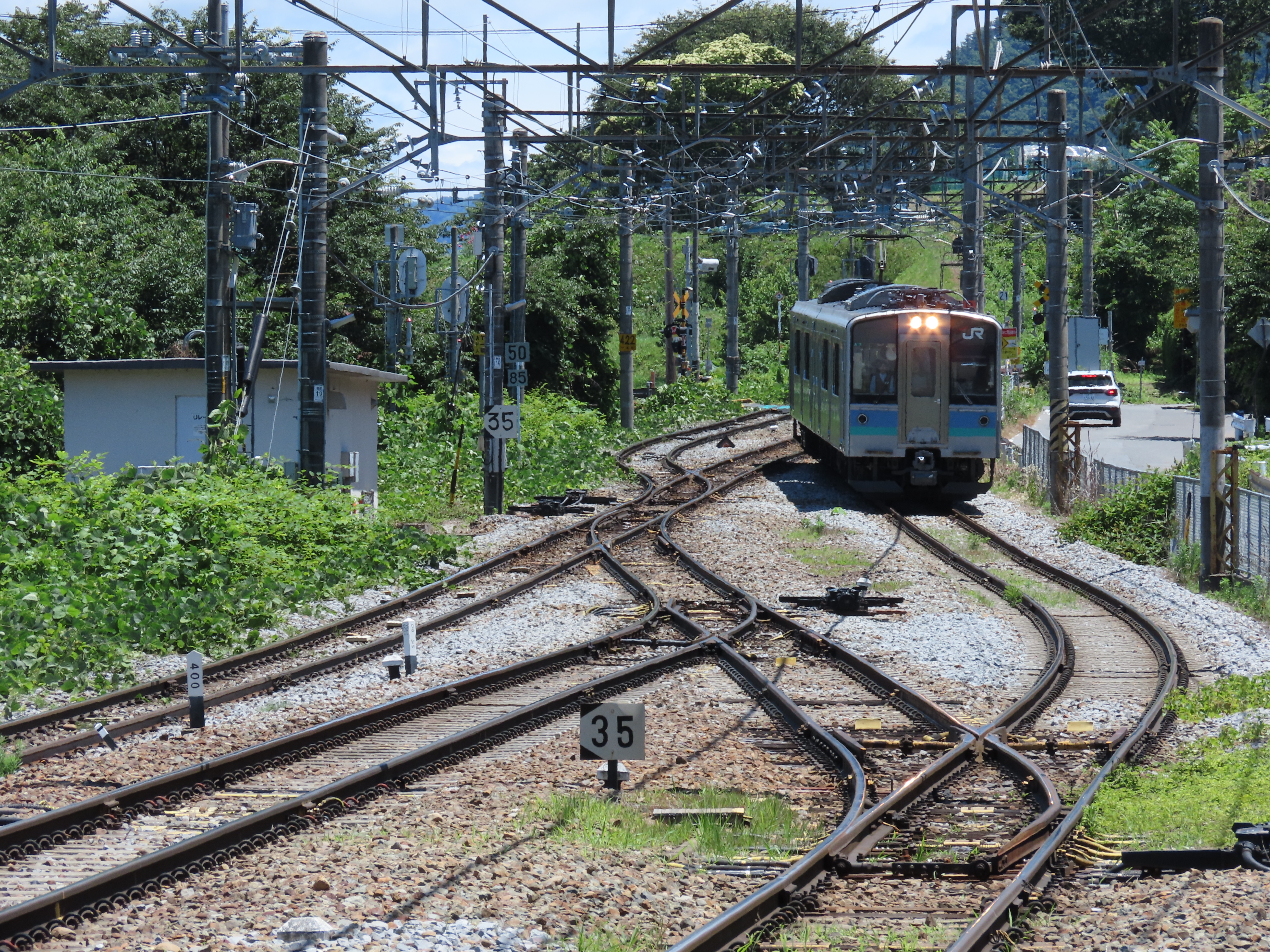
Spitzkehre bei Obasute
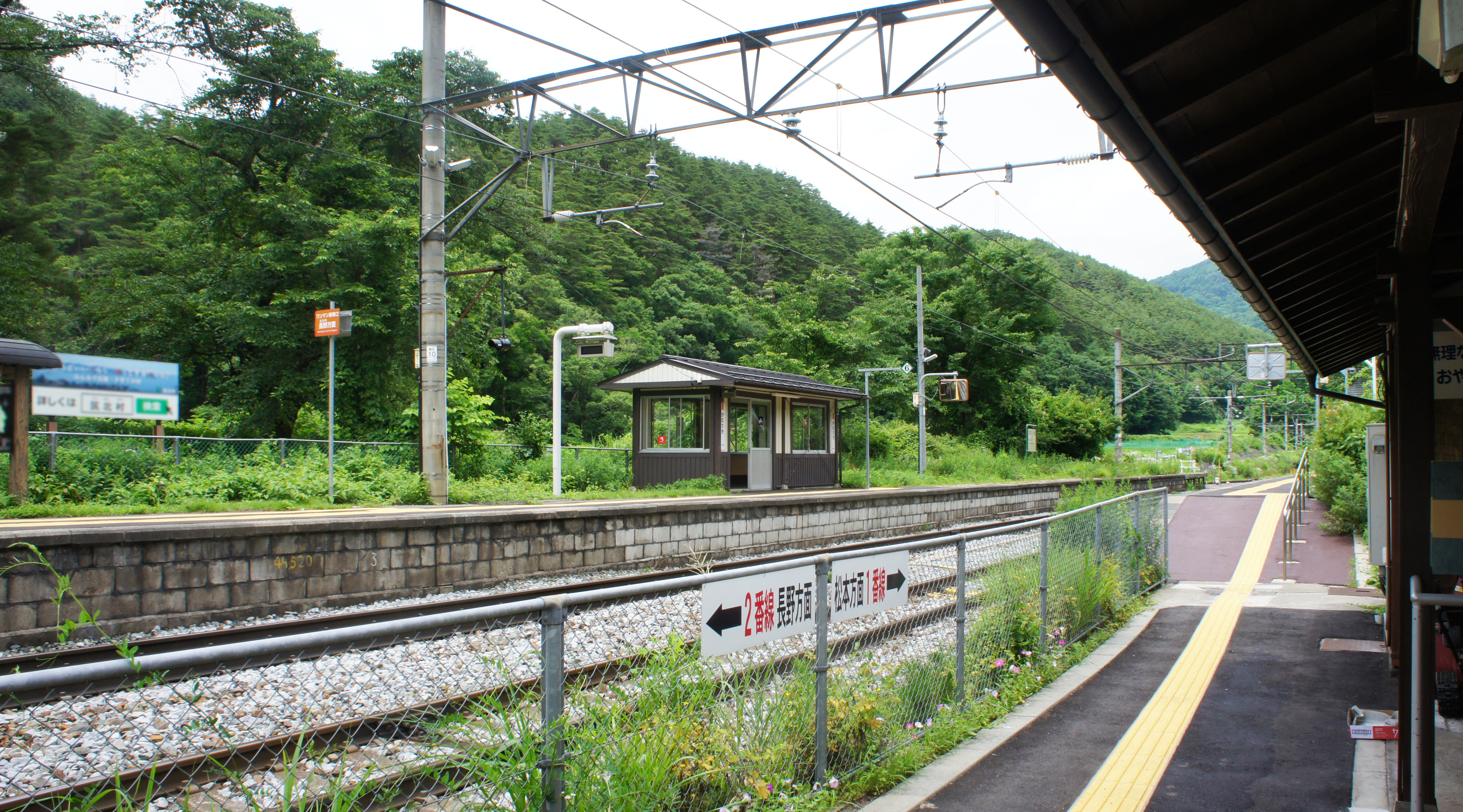
Bahnhof Kamuriki
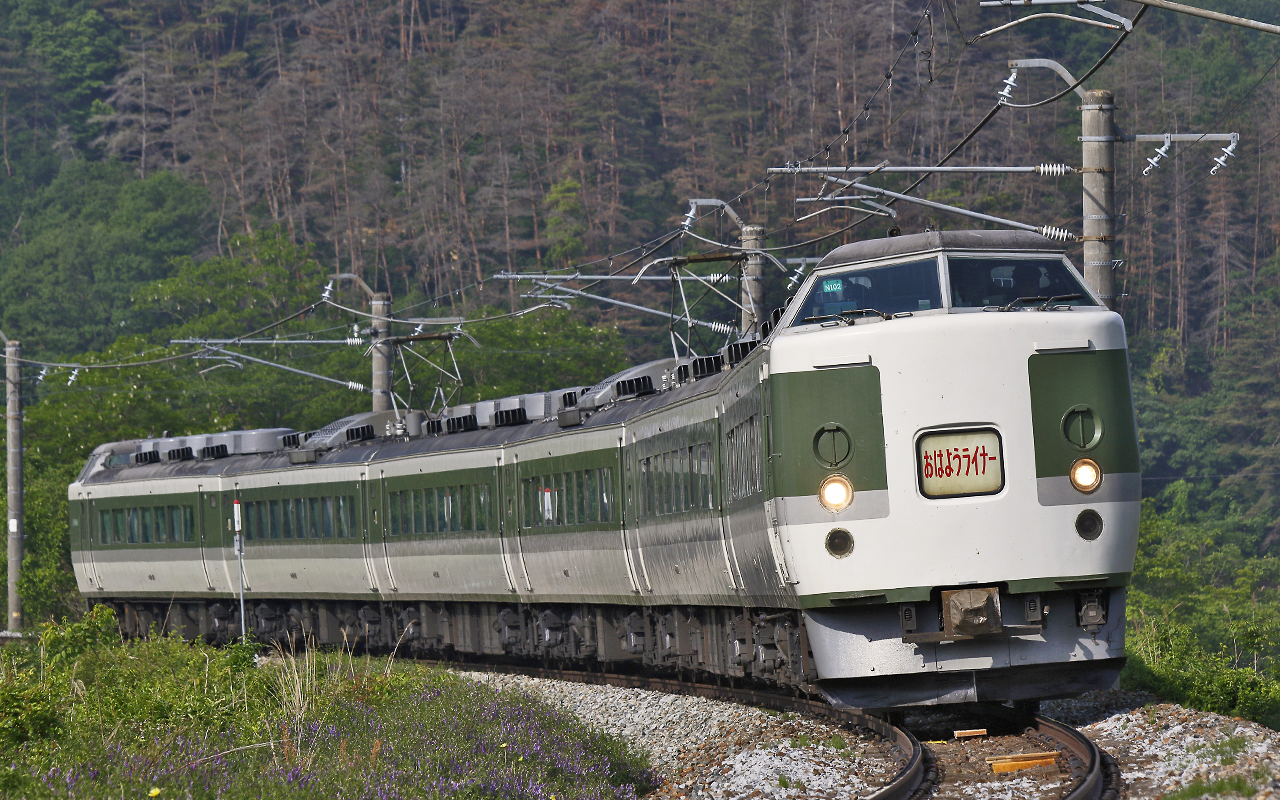
Triebzug der Baureihe 189 bei Hijiri-Kōgen
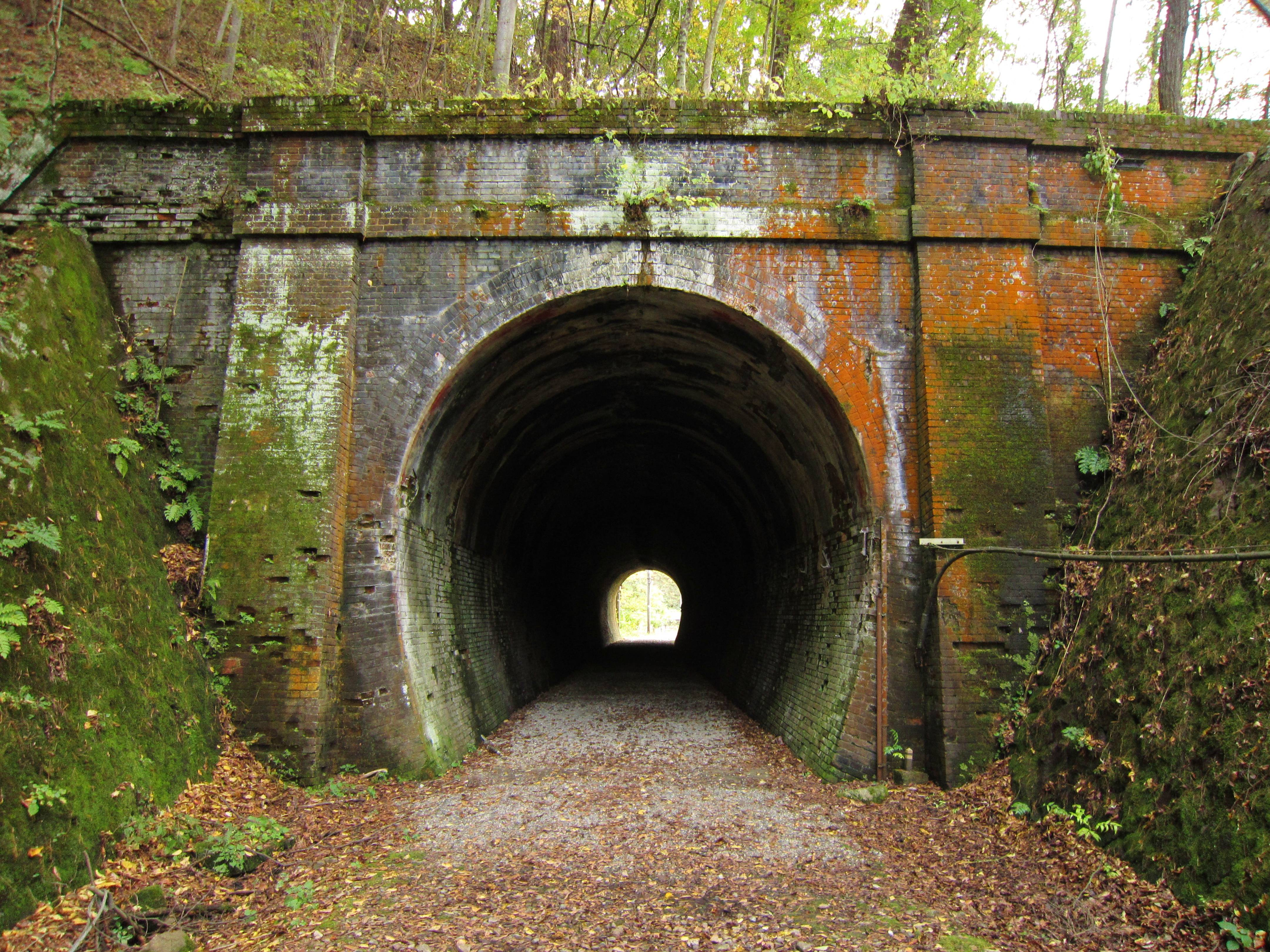
Ehemaliger Urushikubo-Tunnel (1988 stillgelegt)
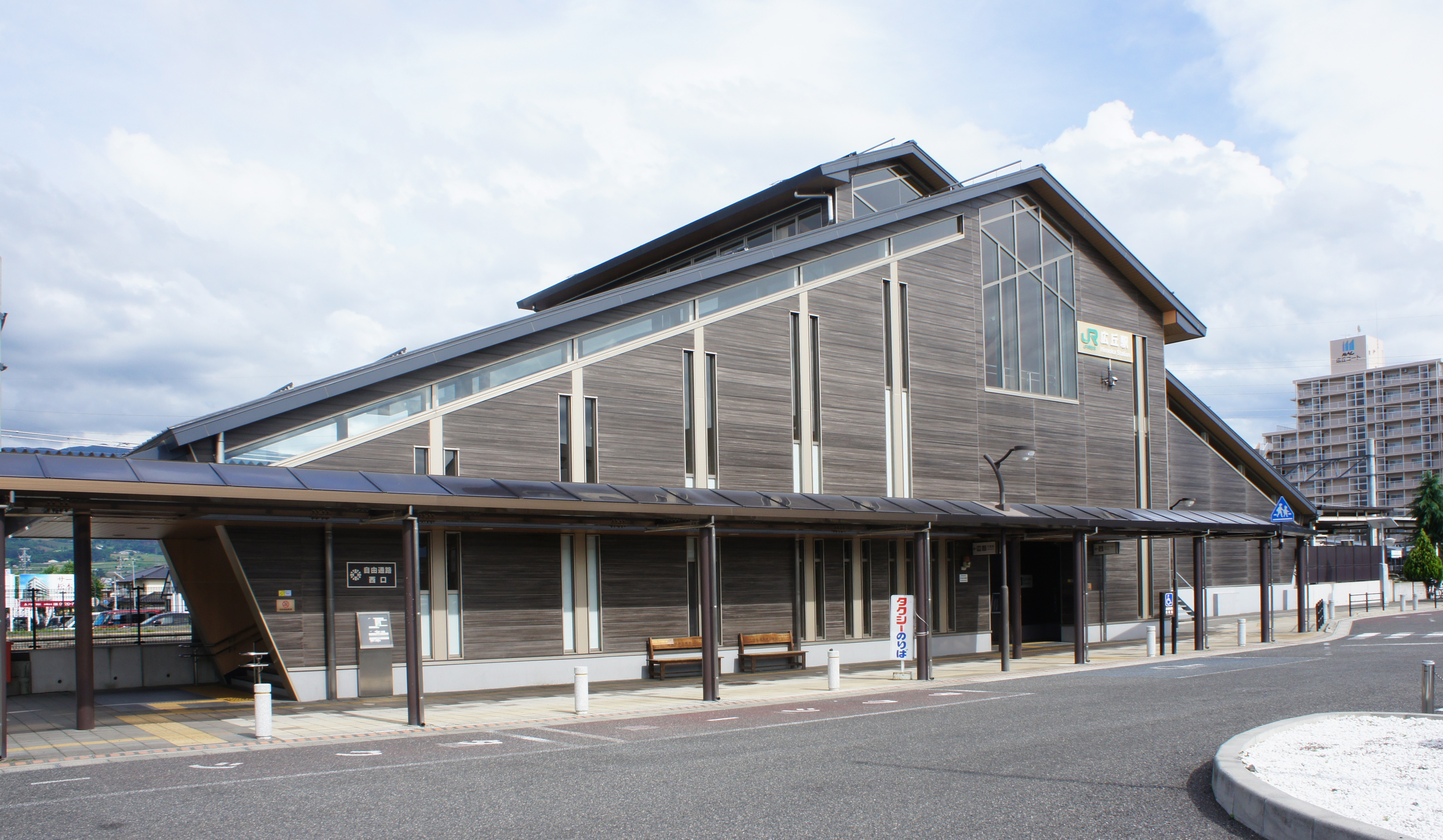
Bahnhof Hirooka

## Geschichte

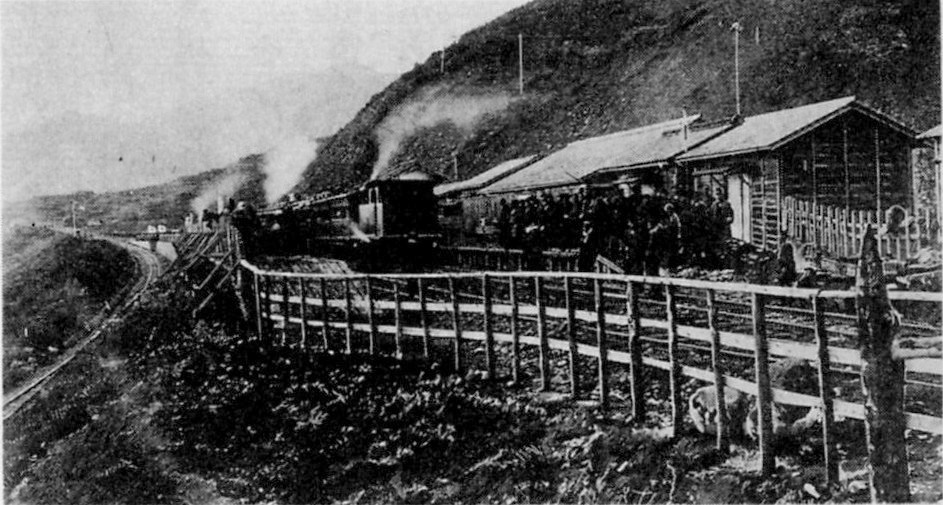
Eröffnung des Bahnhofs Obasute im Jahr 1900

Die Shin’etsu-Hauptlinie erreichte 1888 Nagano von Süder her über den Usui-Pass und im Juni 1892 beschloss der Japanische Reichstag das Eisenbahnbaugesetz, das unter anderem mit höchster Priorität die Errichtung der Chūō-Hauptlinie zwischen Tokio und Nagoya vorsah. Als Reaktion darauf verabschiedete das Parlament der Präfektur Nagano im Dezember desselben Jahres eine Resolution, die den Bau einer Verbindungsstrecke zwischen den beiden Hauptlinien forderte. Das staatliche Eisenbahnamt ließ daraufhin sechs verschiedene Varianten ausarbeiten, wobei alle Tunnelbauten erforderten. Die Shinonoi-Linie als kürzeste Variante erhielt den Zuschlag, zumal sie bezüglich Bau- und Betriebskosten am günstigsten erschien. Nachdem der Reichstag die Finanzierung des Projekts genehmigt hatte, begannen die Arbeiten im Oktober 1896.
Am 1. November 1900 erfolgte die Inbetriebnahme des ersten Teilstücks der Shinonoi-Linie zwischen dem Bahnhof Shinonoi und Nishijō. Der Abschnitt von Nishijō nach Matsumoto kam am 15. Juni 1902 hinzu. Mit der Eröffnung des Teilstücks zwischen Matsumoto und Shiojiri am 15. Dezember 1902 war der Streckenbau vollendet. In Shiojiri bestand ab 1906 Anschluss an die Chūō-Hauptlinie in Richtung Tokio, ab 1909 auch in Richtung Nagoya. Die starken Steigungen erschwerten den Betrieb und aufgrund der Eingleisigkeit war die Kapazität der Shinonoi-Linie begrenzt. Aus diesem Grund begann das Eisenbahnministerium in der zweiten Hälfte der 1920er Jahre damit, neue Bahnhöfe mit Kreuzungsmöglichkeiten sowie zusätzliche Ausweichen auf offener Strecke zu errichten.
Die Japanische Staatsbahn setzte am 25. Dezember 1956 zwischen Shiojiri und Akashina erstmals Dieseltriebwagen ein. Wenige Jahre später baute sie die Strecke an verschiedenen Stellen zweigleisig aus: am 29. September 1961 zwischen Shiojiri und Hirooka, am 12. Juni 1963 zwischen Hirooka und Murai, am 25. September 1964 zwischen Minami-Matsumoto und Matsumoto, am 27. April 1965 zwischen Murai und Minami-Matsumoto sowie am 10. Dezember 1966 zwischen Tazawa und Akashina. Ebenso nahm sie schrittweise die Elektrifizierung der Strecke vor: am 1. Oktober 1964 zwischen Minami-Matsumoto und Matsumoto sowie am 20. Mai 1965 zwischen Shiojiri und Minami-Matsumoto. Der letzte von einer Dampflokomotive gezogene Zug verkehrte am 22. Februar 1970, danach standen ausschließlich Eloks oder Diesellokomotiven im Einsatz. Das letzte verbliebene Teilstück Matsumoto–Shinonoi ist seit dem 28. Mai 1973 ebenfalls elektrifiziert.
Ende der 1970er Jahre begann die Staatsbahn, den Bahnhof Shiojiri um rund einen halben Kilometer nach Nordwesten zu verlegen; den Neubau nahm sie am 17. Mai 1982 in Betrieb. Im Rahmen der Staatsbahnprivatisierung ging die Strecke am 1. April 1987 in den Besitz der neuen Gesellschaft JR Central über. Bereits 1974 hatte die Staatsbahn mit dem Bau einer neuen Streckenführung zwischen Nishijō und Akashina begonnen, da die bisherige durch eine geologisch zunehmend instabiler werdende Zone führte. Die neue, rund 700 Meter kürzere Strecke ging am 10. September 1988 in Betrieb. Obwohl die damals gebauten Tunnel und Brücken alle so errichtet wurden, dass sie zwei Gleise aufnehmen können, begnügte man sich mit der Verlegung eines einzelnen Gleises.

## Liste der Bahnhöfe
Sh = Shinano; Az = Azusa 

| Name                                    | km   | Anschlusslinien                    | Lage   | Ort       |
| --------------------------------------- | ---- | ---------------------------------- | ------ | --------- |
| ↑ Durchbindung zur Shin’etsu-Hauptlinie |      |                                    |        |           |
| Shinonoi (篠ノ井)                       | 00,0 | Shin’etsu-Hauptlinie Shinano-Linie | Koord. | Nagano    |
| Inariyama (稲荷山)                      | 03,8 |                                    | Koord. | Nagano    |
| Obasute (姨捨)                          | 12,5 |                                    | Koord. | Chikuma   |
| Kamuriki (冠着)                         | 18,4 |                                    | Koord. | Chikuhoku |
| Hijiri-Kōgen (聖高原)                   | 21,7 |                                    | Koord. | Omi       |
| Sakakita (坂北)                         | 25,4 |                                    | Koord. | Chikuhoku |
| Nishijō (西条)                          | 29,5 |                                    | Koord. | Chikuhoku |
| Akashina (西条)                         | 38,5 |                                    | Koord. | Azumino   |
| Tazawa (田沢)                           | 45,1 |                                    | Koord. | Azumino   |
| Matsumoto (松本)                        | 53,4 | Ōito-Linie Kamikōchi-Linie         | Koord. | Matsumoto |
| Minami-Matsumoto (南松本)               | 55,8 |                                    | Koord. | Matsumoto |
| Hirata (平田)                           | 57,9 |                                    | Koord. | Matsumoto |
| Murai (村井)                            | 59,9 |                                    | Koord. | Matsumoto |
| Hirooka (広丘)                          | 62,9 |                                    | Koord. | Shiojiri  |
| Shiojiri (塩尻)                         | 66,7 | Chūō-Hauptlinie                    | Koord. | Shiojiri  |